# Paute
Paute – miasto w Ekwadorze, w prowincji Azuay, stolica kantonu Gualaceo.
Przez miasto przebiega droga krajowa E40.